# Giovanni Bujovich
Giovanni Bujovich, in veneto Zuane Bujovich, in dalmatico Ivan Bujović (Perasto, 1724 – Venezia, dopo il 1804), è stato un matematico, saggista ed economista dalmata della Repubblica di Venezia.

## Biografia
Nacque nel 1724 in una famiglia di commercianti marittimi di Perasto nel Montenegro, nei domini della Serenissima. Studiò scienze naturali a Padova. Dopo gli studi visse a Venezia, dove condusse studi di agronomia, idromeccanica e scienze della finanza. Si adoperò per aprire scuole veterinarie e agrarie nella città lagunare.
Era socio dell'Accademia dei Georgofili di Firenze.
Dopo la caduta della Repubblica di Venezia ricoprì importanti cariche. Fu presidente della commissione finanze e dogane del governo veneziano, quindi nella presidenza provvisoria della nuova Municipalità, fino al 9 dicembre 1797, quando fu sostituito da Daniele Andrea Dolfin. Si ritirò dalla vita politica dopo la caduta del governo veneziano con l'avvento degli austriaci.
Pubblicò un'opera di idraulica sul corso dei fiumi.
Morì a Venezia dopo il 1804.

## Opere
- Dissertazione in risoluzione del problema proposto dall'accademia reale di Mantova l'anno 1777, Venezia, Gasparo Storti, 1778.